# Eternal Strands
Eternal Strands è un gioco d'azione e avventura del 2025 sviluppato e pubblicato da Yellow Brick Games. Il gioco è stato distribuito per PlayStation 5, Windows e Xbox Series X/S il 28 gennaio 2025.

## Modalità di gioco
Eternal Strands è un gioco action-adventure in terza persona, dove il giocatore prende il controllo di Brynn, una guerriera in cerca dei segreti di una civiltà perduta, conosciuta come l'Enclave. Il giocatore ha la possibilità di manipolare gli elementi e la temperatura grazie a un mantello magico. Congelare i nemici li rallenta, mentre bruciarli fa loro perdere salute. L'uso delle abilità termiche altererà anche l'ambiente di gioco. L'uso frequente del fuoco, per esempio, renderà una zona più arida, con possibilità di incendi che si propagano rapidamente tra la vegetazione. Brynn ha anche poteri telecinetici, che le permettono di compiere imprese come lanciare oggetti contro i nemici. Queste abilità magiche sono utili anche per l'esplorazione: Brynn può costruire ponti di ghiaccio, bruciare ostacoli o usare la telecinesi per lanciarsi a grandi distanze. Inoltre, Brynn è in grado di scalare qualsiasi superficie presente nel mondo di gioco.
Man mano che il giocatore avanza, incontrerà nove boss distinti che vagano in diverse parti del mondo di gioco. Spesso i giocatori sono tenuti a combattere questi boss mentre ci salgono sopra per colpire i loro punti deboli. Una volta sconfitto un boss, i giocatori saranno ricompensati con una nuova abilità magica che può essere utilizzata per l'esplorazione o il combattimento.

## Sviluppo
Yellow Brick Games è stata fondata all'inizio del 2020 da Mike Laidlaw e diversi altri sviluppatori di Ubisoft, in particolare dal suo studio del Quebec. Shadow of the Colossus, Dragon's Dogma e The Legend of Zelda: Breath of the Wild e Tears of the Kingdom sono state importanti fonti di ispirazione per il gameplay, mentre i romanzi visivi europei hanno influenzato lo stile artistico del gioco. Con il suo sistema di combattimento basato sulla fisica, lo studio mirava a far sentire i giocatori come se fossero dei "supereroi fantasy" mentre giocavano. Il gioco è stato creato con Unreal Engine 5 e il team era composto da circa 68 persone.

## Pubblicazione
Yellow Brick Games ha stretto una partnership con Private Division per pubblicare il gioco nel 2022, anche se nel marzo 2024 è stato rivelato che lo studio autopubblicherà il titolo. Il gioco è stato annunciato ufficialmente nell'aprile 2024, ed è stato pubblicato per PlayStation 5, Windows e Xbox Series X/S il 28 gennaio 2025. Il primo aggiornamento post-lancio del gioco introdurrà una nuova creatura, un'armatura e un set di armi progettati da Yusuke Mogi del Creative Studio III di Square Enix. È stato reso disponibile al lancio per gli abbonati a PC Game Pass e Xbox Game Pass Ultimate senza costi aggiuntivi.

## Accoglienza
Eternal Strands ha ricevuto recensioni "generalmente favorevoli" dalla critica per le versioni PC e Xbox Series X/S, mentre la versione PS5 ha ricevuto recensioni "miste o nella media", secondo il sito web di recensioni Metacritic.